# Мішков Омар Фауазович
Мішков Омар Фауазович (нар. 10 листопада 1977, Одеса, СРСР — пом. 6 вересня 2001, Олександрія, Україна) — український футболіст, що виступав на позиції захисника. Бронзовий призер юнацького чемпіонату Європи з футболу (1994). Трагічно загинув у ДТП.

## Життєпис
Омар Мішков народився в Одесі, де й почав займатися футболом. Першого успіху на міжнародній арені досяг навіть не дебютувавши у змаганнях професійних команд в України: 8 травня 1994 року в складі збірної України здобув бронзові нагороди чемпіонату Європи серед юнаків. У серпні Омар вперше з'явився в складі резервної команди одеського «Чорноморця», де й провів увесь наступний сезон.
Після швидкоплинних виступів за одеське «Топердо» у змаганнях під егідою ААФУ, перейшов до складу донецького «Шахтаря», де виступав за другу команду «гірників» протягом 3,5 сезонів, доки не опинився у олександрійській «Поліграфтехніці». Мішков швидко став основним гравцем олександрійців і за підсумками сезону 2000/01 разом з командою здобув право виступати у вищій лізі.
5 вересня 2001 року гравці «Поліграфтехніки» Омар Мішков та Вадим Чернишенко разом з другом, який керував машиною, поверталися з риболовлі на околицях Олександрії. Водій не впорався з керуванням на одному з поворотів і машина впала у кювет. Чернишенка та Мішкова доправили до лікарні, а їх товариш загинув одразу. Втім, 6 вересня не стало й Омара Мішкова, який помер від отриманих травм.

## Досягнення
- Бронзовий призер юнацького чемпіонату Європи з футболу (1): 1994
- Бронзовий призер першої ліги чемпіонату України (1): 2000/01
- Переможець другої ліги чемпіонату України (1): 1997/98